# Ford Flex
El Ford Flex és un vehicle utilitari crossover de mida completa fabricat per la Ford Motor Company. El seu estil es basa en el concepte de Ford Fairlane presentat al North American International Auto Show de Detroit, MI al 2005. El vehicle de producció va fer el seu debut el 2007 New York International Auto Show. Les vendes del Flex es van iniciar l'estiu de 2008 com a model 2009. El Flex es produeix en la mateixa línia de muntatge com el Ford Edge i CUV Lincoln MKX de mida mitjana a la planta de muntatge de Oakville a Oakville, Ontario, on el primer Flex va ser conduït fora de la línia a principis de juny de 2008. el Flex reemplacen la minivan Ford FREESTAR i va ser el primer CUV de funció ambdues propietats minivan i SUV, encara que no és una minivan adequada. A més, el Flex també va substituir la semblança Ford Taurus X, la variant station wagon del Ford Taurus que va ser descontinuado. El Flex només es ven als Estats Units, al Canadà i a l'Orient Mitjà. El Ford Flex comparteix plataforma amb el 2011 -present Ford Explorer i el Lincoln MKT. El Flex, Explorer i MKT tots tenen una capacitat per a set persones. Les dues motoritzacions són el 3.5 duratec i el 3.5 ecoboost de 263 i 365 cavalls respectivament amb un consum aproximat de 10 l/100km. Es caracteritza pel seu estil únic i el seu interior ampli.